# Hatsukoi Sunrise / Just Try! / Uruwashi no Camellia
Hatsukoi Sunrise / Just Try! / Uruwashi no Camellia (初恋サンライズ/Just Try!/うるわしのカメリア Amanecer del Primer Amor / ¡Solo Intenta! / La Magnífica Camelia?) es el primer single de Tsubaki Factory. Será lanzado a la venta el 22 de febrero de 2017 en 7 ediciones: 3 regulares y 4 limitadas. Las primeras impresiones de las ediciones regulares incluyen una carta coleccionable aleatoria de 10 tipos dependiendo de la edición (30 en total). Las ediciones limitadas incluyen un número de lotería para un evento, además de ser el sencillo debut de Mizuho Ono, Saori Onoda, y Mao Akiyama.

## Lista de Canciones

### CD
1. Hatsukoi Sunrise
2. Just Try!
3. Uruwashi no Camellia
4. Hatsukoi Sunrise (Instrumental)
5. Just Try! (Instrumental)
6. Uruwashi no Camellia (Instrumental)

### Edición Limitada A DVD
1. Hatsukoi Sunrise (MV)

### Edición Limitada B DVD
1. Just Try! (Music Video)

### Edición Limitada C DVD
1. Uruwashi no Camellia (MV)

### Edición Limitada SP DVD
1. Hatsukoi Sunrise (Dance Shot Ver.)
2. Just Try! (Dance Shot Ver.)
3. Uruwashi no Camellia (Dance Shot Ver.)

### Event V
1. Hatsukoi Sunrise (Close-up Ver.)
2. Just Try! (Close-up Ver.)
3. Uruwashi no Camellia (Close-up Ver.)

## Miembros Presentes
- Riko Yamagishi
- Risa Ogata
- Kisora Niinuma
- Ami Tanimoto
- Yumeno Kishimoto
- Kiki Asakura
- Mizuho Ono (Sencillo debut)
- Saori Onoda (Sencillo debut)
- Mao Akiyama (Sencillo debut)

## Posiciones de Oricon

#### Clasificación Diaria y Semanal
| Lun | Mar      | Mie | Jue | Vie | Sab | Dom | Clasificación Semanal | Ventas               |
| --- | -------- | --- | --- | --- | --- | --- | --------------------- | -------------------- |
| -   | 3 25,712 | 4   | 7   | 4   | 7   | 5   | 3                     | 35,241               |
| 18  | -        | -   | -   | 15  | -   | -   | 52                    | 1,493                |
| -   | -        | -   | -   | 6   | -   | -   | 38                    | 1,474                |
| -   | -        | -   | -   | 17  | -   | -   | 86                    | 537                  |
| -   | -        | -   | -   | -   | -   | -   | 160                   | 255                  |
| 29  | -        | -   | -   | -   | -   | -   | 170                   | 225                  |
| -   | -        | -   | -   | 10  | -   | -   | 66                    | 737                  |
| -   | -        | -   | -   | 15  | -   | -   | 81                    | 535                  |
| -   | -        | -   | -   | 17  | -   | -   | 132                   | 316                  |
| -   | -        | -   | -   | -   | -   | -   | Fuera por 27 semanas  | Fuera por 27 semanas |
| -   | -        | -   | -   | -   | -   | -   | 113                   | 388                  |

#### Clasificación Mensual
| Año  | Mes     | Clasificación Mensual | Ventas |
| ---- | ------- | --------------------- | ------ |
| 2017 | Febrero | 12                    | 36,734 |

#### Clasificación Anual
| Año  | Clasificación | Ventas |
| ---- | ------------- | ------ |
| 2017 | 138           | 41,201 |

Total de ventas reportadas: 41,201